# Atimiini
Пасинцеві (лат. Atimiini LeConte, 1873) — триба жуків з родини Скрипунових, яка налічує 4-и роди, розповсюджених у Європі, Азії і Північній Америці. 
Пасинцеві в Україні представлені єдиним родом і видом — Крайник Нодьєвий (Oxypleurus nodieri Mulsant, 1839).

## Розмаїття
До триби Пасинцеві залічують такі роди:
1. Крайник[1] — Oxypleurus Mulsant, 1839
2. Proatimia Gressitt, 1951
3. Paratimia Fisher, 1915
4. Пасинок[1] — Atimia Haldeman, 1847